# Ciclismo ai Giochi della VII Olimpiade - Corsa individuale
La Cronometro maschile di ciclismo su strada dei Giochi della VII Olimpiade fu svolta il 12 agosto 1920 ad Anversa, in Belgio, per un percorso totale di 175 km. Fu vinta dallo svedese Harry Stenqvist, che terminò la gara in 4h40'01". L'argento andò al sudafricano Henry Kaltenbrun, mentre il bronzo al francese Fernand Canteloube.
La gara era una prova a cronometro sui 175 km con arrivo al Velodrome Zuremborg di Anversa.

## Classifica
| Pos. | Corridore          | Squadra        | Tempo    |
| ---- | ------------------ | -------------- | -------- |
| 1    | Harry Stenqvist    | Svezia         | 4h40'01" |
| 2    | Henry Kaltenbrunn  | Sudafrica      | 4h41'26" |
| 3    | Fernand Canteloube | Francia        | 4h42'54" |
| 4    | Jean Janssens      | Belgio         | 4h44'20" |
| 5    | Albert De Bunne    | Belgio         | 4h45'23" |
| 6    | Georges Detreille  | Francia        | 4h46'13" |
| 7    | Ragnar Malm        | Svezia         | 4h46'22" |
| 8    | Piet Ikelaar       | Paesi Bassi    | 4h46'54" |
| 9    | William Genders    | Gran Bretagna  | 4h50'23" |
| 10   | Achille Souchard   | Francia        | 4h51'56" |
| 11   | Christian Johansen | Danimarca      | 4h52'00" |
| 12   | Axel Persson       | Svezia         | 4h53'43" |
| 13   | Ernest Kockler     | Stati Uniti    | 4h55'12" |
| 14   | Marcel Gobillot    | Francia        | 4h55'39" |
| 15   | André Vercruysse   | Belgio         | 4h55'41" |
| 16   | Federico Gay       | Italia         | 4h57'21" |
| 17   | Arnold Lundgren    | Danimarca      | 4h58'01" |
| 18   | Leonard Meredith   | Gran Bretagna  | 4h58'55" |
| 19   | Kristian Frisch    | Danimarca      | 5h01'18" |
| 20   | Frederik Claussen  | Danimarca      | 5h02'12" |
| 21   | Pietro Bestetti    | Italia         | 5h02'15" |
| 22   | Sigfrid Lundberg   | Svezia         | 5h03'02" |
| 23   | Albert Wyckmans    | Belgio         | 5h03'19" |
| 24   | Camillo Arduino    | Italia         | 5h05'26" |
| 25   | Nico de Jong       | Paesi Bassi    | 5h06'46" |
| 26   | David Marsh        | Gran Bretagna  | 5h09'23" |
| 27   | Arie van der Stel  | Paesi Bassi    | 5h12'42" |
| 28   | Helge Flatby       | Norvegia       | 5h12'50" |
| 29   | Paul Henrichsen    | Norvegia       | 5h13'23" |
| 30   | August Nogara      | Stati Uniti    | 5h20'08" |
| 31   | Herbert McDonald   | Canada         | 5h20'34" |
| 32   | Giuseppe Guindani  | Italia         | 5h21'50" |
| 33   | Pieter Kloppenburg | Paesi Bassi    | 5h22'16" |
| 34   | Josef Procházka    | Cecoslovacchia | 5h23'31" |
| 35   | Olaf Nygaard       | Norvegia       | 5h24'56" |
| 36   | Ladislav Janoušek  | Cecoslovacchia | 5h29'23" |
| 37   | James Freeman      | Stati Uniti    | 5h29'26" |
| 38   | Percy Martin       | Canada         | 5h30'16" |
| 39   | František Kundert  | Cecoslovacchia | 5h38'07" |
| 40   | Bohumil Rameš      | Cecoslovacchia | 5h39'00" |
| 41   | Thorstein Stryken  | Norvegia       | 5h44'01" |
| 42   | John Otto          | Stati Uniti    | 5h47'50" |
| Rit  | Norman Webster     | Canada         | -        |
| Rit  | Harold Bounsell    | Canada         | -        |
| Rit  | James Walker       | Sudafrica      | -        |
| Rit  | Edward Newell      | Gran Bretagna  | -        |